# Янг, Джимми
Джи́мми Янг (англ. Jimmy Young; 16 ноября 1948 — 20 февраля 2005) — американский боксёр-профессионал, выступавший в тяжёлой весовой категории. Обладал хорошей техникой и выносливостью, благодаря чему побеждал многих именитых тяжеловесов своего времени.

## Начало карьеры
Джимми Янг, единственный ребёнок в семье сварщика Уильяма Янга и Рут Янг. Хотя он с детства был хорошим спортсменом, в школе Джимми не входил ни в какие сборные, а боксом начал заниматься, по собственным воспоминаниям, как средством сбросить вес и сохранить физическую форму. Согласно другой версии, юноша начал учиться боксу как средству самозащиты после того, как в 14 лет хулиганы отобрали у него радиоприёмник
Когда стало ясно, что Янг обладает хорошими данными для боксёра, он начал карьеру как любитель, за её время одержав 15 побед при 6 поражениях и дважды выиграв региональный турнир «Золотые перчатки» в Нью-Джерси. После этого состоялся переход в профессионалы.

## Профессиональная карьера
Тренером Янга в профессиональном боксе стал опытный, но малоизвестный Боб Браун; его менеджеры Джек Левин и Рэй Келли профессионалами не были, зарабатывая на жизнь торговлей бытовой электроникой и сдачей автомобилей в аренду соответственно. Несмотря на то, что Джимми вырос в Филадельфии, его стиль отличался от традиционной филадельфийской школы, в которой исповедовался агрессивный силовой стиль. Янг уделял больше внимания защите, чем атаке, и умело пользовался ошибками противников, часто превращая их в посмешище. Его поединки редко заканчивались победой нокаутом — к 1976 году при балансе встреч 17-4-2 он только пять раз нокаутировал соперников. Такая манера ведения боя была малопривлекательна для зрителей, и позже, уже после перехода в профессионалы, публичные поединки приносили Янгу так мало денег, что он был вынужден подрабатывать спарринг-партнёром для других боксёров. Среди тех, кто пользовался его услугами в этом качестве, были Джо Фрейзер и Оскар Бонавена, а также будущие противники по рингу Эрни Шейверс и Кен Нортон.

### 1969—1974
Дебютировал как профессионал в 1969 году в бою с Джимом Джонсом, которого нокаутировал в 1-м раунде.
В первые годы выступлений наиболее заметные победы одержал над Ричардом Данном (нокаут в 8-м раунде, 1974) и Хосе Луисом Гарсией (10 раундов, 1974). В то же время потерпел четыре поражения, в том числе в 1973 году от Эрни Шейверса — этот бой Янг проиграл уже в третьем раунде. В 1974 году состоялся матч-реванш между Шейверсом и Янгом, в котором была зафиксирована ничья. Тем не менее первое поражение от Шейверса стало и последним для Янга на ближайшие три года, за которые он провёл 12 боёв.

### 1975—1977
В 1975 году Янг победил единогласным решением в 10-раундовом бою Рона Лайла. Эта победа входит в число его наиболее ярких успехов к этому времени. Этот бой в Гонолулу прошёл незадолго до того, как Лайл встретился в бою за титул с абсолютным чемпионом мира в тяжёлом весе Мухаммедом Али.

#### Бой с Мухаммедом Али
30 апреля 1976 года в Ландовере (Мэриленд) уже сам Янг провёл бой с Мухаммедом Али. Эта встреча была для чемпиона частью плотного графика боёв в 1976 году, начавшегося с матча против Жана-Пьера Копмана; после боя с Янгом были запланированы встречи с Ричардом Данном в мае и Кеном Нортоном в сентябре, а также показательный поединок с рестлером Антонио Иноки в июне. В 34 года такая частота матчей была слишком высокой для Али, не успевавшего полностью восстановиться между боями. На его стороне, однако, была давняя традиция судейства, в рамках которой действующий чемпион в профессиональном боксе почти никогда не проигрывал по очкам — если только бой не заканчивался нокаутом, претенденту нужно было продемонстрировать совершенно однозначное преимущество, иначе судьи отдавали предпочтение чемпиону. С последнего боя в тяжёлом весе, в котором претенденту отдали победу по очкам (Макс Бэр—Джеймс Брэддок), прошло к тому моменту больше 30 лет. Перед матчем букмекеры отдавали предпочтение Али в соотношении 15:1.
При взвешивании оказалось, что Али растолстел: он весил 230 фунтов (104 кг) — на 3 фунта больше, чем при предыдущем рекордном взвешивании (за 5 лет до этого против Бастера Матиса). Янг был в намного лучшей форме и весил 209 фунтов (95 кг), что было на 10 фунтов меньше, чем перед его предыдущей победой над экс-претендентом Хосе Романом. С первого раунда Янг выглядел заметно лучше соперника; за весь раунд Али нанёс только 5 ударов, ни один из которых не достиг цели. Напротив, Янг успел нанести 74 удара, из которых 18 достигли цели. Несмотря на это, двое из трёх судей объявили в первом раунде ничью, и только один отдал предпочтение Янгу. За два следующих раунда соотношение проведённых ударов было 17—6 и 21—7 в пользу Янга, а Али демонстративно позволял сопернику их наносить, поскольку большинство из них не были особенно сильными. Хотя Янг имел видимое преимущество, двое из трёх судей назвали победителем этих раундов Али. К шестому раунду соотношение проведённых ударов достигло 76—35 в пользу Янга (в том числе 58—19 по силовым).
Ситуация начала меняться в 6-м и 7-м раунда, когда Али стал чаще атаковать (81 удар за 7-й раунд, из которых 14 достигли цели), а Янг ушё в оборону. На этом этапе его гибкость и подвижность позволяли лишать удары соперника большей части мощи. Уклоняясь от града ударов, он начал отклоняться в сторону и просовывать голову между канатами ограждения, что оставляло скверное впечатление на зрителей. В 9-м раунде Али достаточно пришёл в себя, чтобы начать «танцевать» на ринге. Хотя по количеству ударов Янг выиграл и этот раунд и провёл в нём самый эффективный удар, уже все трое судей посчитали победителем раунда Али. В 11-м раунде чемпион решительно пошёл вперёд, но это оказалось только на руку Янгу, который пользовался ошибками соперника. В итоге это оказался первый раунд, где все трое судей отдали преимущество Янгу. В 12-м раунде Али продолжал атаковать, не всегда эффективно, но достаточно, чтобы зажать Янга в углу и заставить того, уклоняясь от ударов, почти полностью перегнуться через канаты. После этого рефери остановил бой, засчитав Янгу технический нокдаун. Тем не менее тот дважды повторил тот же трюк в следующем раунде. Хотя судья больше не открывал счёт, публика освистывала поведение боксёра, которое выглядело трусливым.
Начиная с конца 13-го раунда Янг, понимая, что для победы ему нужно явное преимущество, снова активизировался. Уже в этом раунде несколько его удачных ударов в конце принесли ему победу в глазах двоих из трёх судей. В 14-м раунде он оттеснил Али к канатам, заметно превосходя чемпиона, и нанёс тому ещё несколько удачных ударов в голову. Этот раунд все трое судей отдали Янгу. Последний раунд не имел явного победителя — с одной стороны, Янг снова в какой-то момент просунул всю верхнюю половину тела сквозь канаты, с другой же, он атаковал так решительно и последовательно, как никогда ранее в этом бою (23 прошедших удара из 56 против 7 из 37 у Али).
Сам Али в том же году назвал этот бой худшим в своей карьере. В этой встрече он провёл самый низкий процент ударов за всю историю своих профессиональных выступлений (19 %). В 11 из 15 раундов число прошедших ударов чемпиона было меньше 10, а в общей сложности он провёл 113 ударов — самый низкий показатель во всех его 15-раундовых боях. Репортёр «Ассошиэйтед Пресс», работавший у ринга, при подсчёте очков (по системе, при которой победитель раунда получает 5 очков, а количество очков проигравшего может варьировать) отдал победу Янгу — 69:63. Среди других репортёров, как указал комментировавший бой Говард Коселл, оценки разошлись. Но все трое судей отдали победу Али, в том числе двое с разгромным преимуществом (72:65 и 71:64). По оценке этих двух судей, Али выиграл соответственно 10 и 9 раундов из 15. Третий судья отдал победу Али с минимальным перевесом (70:68, 7 побед в раундах против 5 у Янга). Это решение было освистано публикой и вызвало резкую критику со стороны многочисленных экспертов, в том числе других профессиональных судей.
|                          |                                                                      |                                                                      |
| Соперник                 | Мухаммед Али                                                         | Мухаммед Али                                                         |
| Место проведения         | «Кэпитал-центр», Мерилэнд                                            | «Кэпитал-центр», Мерилэнд                                            |
| Результат                | Победа Мохаммеда Али единогласным решением судей в 15-раундовом бою. | Победа Мохаммеда Али единогласным решением судей в 15-раундовом бою. |
| Статус                   | Бой за звание чемпиона мира по версиям WBC и WBA World.              | Бой за звание чемпиона мира по версиям WBC и WBA World.              |
| Рефери                   | Том Келли                                                            | Том Келли                                                            |
| Счёт судей               | Том Келли: 72-65; Ларри Баррет: 70-68; Терри Мур: 71-64              | Том Келли: 72-65; Ларри Баррет: 70-68; Терри Мур: 71-64              |
| Счёт неофициальных судей | Associated Press: 66-69 — в пользу Янга.                             | Associated Press: 66-69 — в пользу Янга.                             |
|                          | Али                                                                  | Янг                                                                  |
| Вес                      | 104,3 кг                                                             | 94,8 кг                                                              |
| Результаты боёв          | 50-2                                                                 | 17-4-2                                                               |
| Примечания               | Янг побывал в нокдауне в 12-м раунде.                                | Янг побывал в нокдауне в 12-м раунде.                                |

В ноябре того же года состоялся матч-реванш между Янгом и Лайлом, и боксёр из Филадельфии снова оказался лучше, продемонстрировав намного более умелый бокс, чем его противник. На этой встрече присутствовал экс-чемпион мира Джордж Форман, который провёл её в комментаторской кабине с Говардом Коселлом. Во время репортажа Форман выразил уверенность, что Янгу было бы нечего противопоставить обладателю сильного удара, каким был он сам.

#### Бой с Джорджем Форманом
Учитывая плохую форму Али, которую тот продемонстрировал в боях с Янгом и Нортоном, Форман, Янг и другие ведущие тяжеловесы начали готовиться к борьбе за титул, который, по их оценкам, скоро должен был стать вакантным. На этом этапе Нортон договорился о встрече с занимавшим четвёртое место в рейтинге Дуэйном Бобиком, а Форман — с Янгом, на тот момент третьим в рейтинге.
Бой между Форманом и Янгом состоялся 17 марта 1977 года в Сан-Хуане (Пуэрто-Рико). 28-летний Форман, потерявший чемпионское звание в бою с Али в Заире, с того момента одержал пять побед в пяти встречах и считал, что готов к реваншу. В лице Янга, однако, он столкнулся с противником, по стилю напоминавшим Али: умным, увёртливым и располагавшим большим арсеналом тактических приёмов. Янг пропустил несколько тяжёлых ударов, самый мощный из которых едва не окончил бой в 7-м раунде, но сумел оправиться, смотрелся эффективнее в последней трети боя и в заключительном, 12-м, раунде отправил Формана в нокдаун. Встреча закончилась победой Янга единогласным решением всех трёх судей (один из которых посчитал победу Янга разгромной, дав ему 118 очков против 111 у Формана). Этот бой заставил Формана коренным образом переосмыслить свой подход к жизни: он на время оставил бокс и стал проповедником, вернувшись на ринг только в 38 лет. Журнал The Ring признал бой между Янгом и Форманом лучшим боем 1977 года.
|                  |                                                                            |                                                                            |
| Соперник         | Джордж Форман                                                              | Джордж Форман                                                              |
| Место проведения | Колисео Роберто Клементе, Сан-Хуан, Пуэрто-Рико                            | Колисео Роберто Клементе, Сан-Хуан, Пуэрто-Рико                            |
| Результат        | Победа Джимми Янга единогласным решением судей в 12-раундовом бою          | Победа Джимми Янга единогласным решением судей в 12-раундовом бою          |
| Статус           | Рейтинговый бой.                                                           | Рейтинговый бой.                                                           |
| Рефери           | Вальдемар Шмидт                                                            | Вальдемар Шмидт                                                            |
| Счёт судей       | Исмаэль Фернандес: 115-114; Сезар Рамос: 116-112; Вальдемар Шмидт: 118-111 | Исмаэль Фернандес: 115-114; Сезар Рамос: 116-112; Вальдемар Шмидт: 118-111 |
|                  | Форман                                                                     | Янг                                                                        |
| Вес              | 99,8 кг                                                                    | 94,8 кг                                                                    |
| Результаты боёв  | 45-1                                                                       | 20-5-2                                                                     |
| Примечания       | Форман побывал в нокдауне в 12-м раунде.                                   | Форман побывал в нокдауне в 12-м раунде.                                   |

#### Бой с Кеном Нортоном
Победа Янга над Форманом принесла ему возможность встретиться с Нортоном. Всемирный боксёрский совет рассматривал этот бой как финальную встречу претендентов на чемпионский титул и решил, что он будет состоять из 15 раундов. Кроме того, организация постановила, что Али обязан встретиться с победителем этой пары в бою за чемпионский титул в течение 60 дней, иначе титул автоматически переходит к оставшемуся претенденту. Всё это существенно повысило интерес к бою. В качестве рефери выступил Карлос Падилья, за два года до этого судивший третий бой Али с Джо Фрейзером.
Бой состоялся в Лас-Вегасе 5 ноября 1977 года. В этой встрече друг другу противостояли соперники, известные не столько мощными ударами, сколько мастерством и тактическим мышлением. В первых раундах увёртливый Янг постоянно ставил Нортона в тупик, ловя его на ошибках и наказывая за них острыми контрударами. После этого, однако, Нортон сумел перейти в ближний бой, оставил попытки достать соперника в голову и начал работать в корпус. В 5-м раунде один из хуков Нортона едва не закончил бой досрочно, но Янг сумел продержаться остаток раунда. После этого он чаще доставал соперника слева, но в целом Нортон выглядел предпочтительнее, пока в 10-м раунде не пропустил несколько сильных ударов подряд. Янг оттеснил его к канатам, но большего добиться не сумел. Он сохранял преимущество до конца 14-го раунда, но в начале 15-го Нортон в свою очередь атаковал с таким напором, что прижал противника к канатам. Янг вяло сопротивлялся до середины раунда, но концовка боя прошла в более равном обмене ударами. Встреча окончилась раздельным решением судей — двое из них отдали предпочтение Нортону с одинаковым счётом 147:143, а третий — Янгу со счётом 144:142. Когда после этого Али предпочёл встретиться в матче-реванше с Леоном Спинксом за титул Всемирной боксёрской ассоциации, звание чемпиона Всемирного боксёрского совета автоматически перешло к Нортону.
|                  |                                                                       |                                                                       |
| Соперник         | Кен Нортон                                                            | Кен Нортон                                                            |
| Место проведения | Сизарс-пэлас, Лас-Вегас, США                                          | Сизарс-пэлас, Лас-Вегас, США                                          |
| Результат        | Победа Кена Нортона раздельным решением судей в 15-раундовом бою      | Победа Кена Нортона раздельным решением судей в 15-раундовом бою      |
| Статус           | Финальный бой претендентов на звание чемпиона мира по версии WBC      | Финальный бой претендентов на звание чемпиона мира по версии WBC      |
| Рефери           | Карлос Падилья                                                        | Карлос Падилья                                                        |
| Счёт судей       | Реймонд Бальдуару: 147-143; Арт Лурье: 142-144; Джимми Рондо: 147-143 | Реймонд Бальдуару: 147-143; Арт Лурье: 142-144; Джимми Рондо: 147-143 |
|                  | Нортон                                                                | Янг                                                                   |
| Результаты боёв  | 39-4                                                                  | 22-5-2                                                                |

### 1978—1990
Поражение от Нортона надломило Янга психологически, и с этого момента его карьера пошла на спад: победы чередовались с поражениями в почти равной пропорции (10-11 при одной ничьей). На определённом этапе он временно прекратил выступления, в это время зарабатывая на жизнь как кровельщик.
Свои первые два боя после Нортона он провёл против Осси Окассио в 1978 и 1979 году и оба раза проиграл — вначале раздельным, а затем единогласным решением судей. В 1979 году он также проиграл единогласным решением в 10-раундовом бою Майклу Доуксу, а в 1980 году — техническим нокаутом в 4-м раунде Джерри Куни.
В 1981 году Янг одержал ряд жестоких побед над своими противниками: Гордоном Расеттом, Марвином Стинсоном, Джеффом Симсом, Томом Фишером, Томми Томасом Франко. Эти удачные выступления боксерский журнал The Ring признал «возвращением года».
1982—1985 годы знаменовали собой самый неудачный период в карьере Янга. Он проиграл подряд 6 поединков: Грегу Пейджу, Пату Куйло, Филипу Брауну, Тони Табсу, Тони Такеру и Тони Фулиланги.
В 1986 году Янг победил единогласным решением судей Рокки Секорски, тем самым прервав серию из 6 поражений подряд. В этом же году состоялся матч-реванш между Янгом и Секорски. Янг победил решением большинства судей. Затем он снова начал чередовать победы с поражениями. После победы над Карлом Портером техническим нокаутом в 10-м раунде Янг завершил выступления в 1990 году.

## Дальнейшая судьба
По собственным оценкам, за всё время выступлений он должен был заработать чуть менее 2 миллионов долларов, но получил от промоутеров намного меньшую сумму. Во многих случаях, когда промоутером его боёв был Дон Кинг, сумма гонорара вообще не оговаривалась и Кинг просто решал сам после боя, сколько заплатить боксёру.
После окончания спортивной карьеры у Янга начались проблемы с наркотиками, некоторое время он был бездомным. Ему были предъявлены обвинения в хранении наркотических веществ. Его адвокат в качестве аргумента в защиту Янга заявил о симптомах хронической черепно-мозговой травмы, полученной во время занятий боксом.
В конце 1990-х годов Янг предпринял попытку начать карьеру профессионального рефери, но провёл только несколько пробных боёв. В последние годы жизни он страдал от симптомов хронической травматической энцефалопатии, известной также как «деменция боксёров». Янг умер 20 февраля 2005 года от сердечного приступа, проведя 6 дней в больнице и оставив после себя жену Барбару и пятерых детей.